# هانس اکلکامپ
هانس اِکلکامپ (آلمانی: Hanns Eckelkamp؛ ‏ ۲۸ فوریهٔ ۱۹۲۷ – ۵ اوت ۲۰۲۱) تهیه‌کننده فیلم و سرمایه‌گذار اهل آلمان و بنیان‌گذار «شرکت پخش فیلم اطلس» بود.
از فیلم‌ها یا مجموعه‌های تلویزیونی که وی در آن‌ها نقش داشته‌است، می‌توان به رزا لوکزامبورگ، دختر و پلیس و ازدواج ماریا براون اشاره نمود.